# Fabiana fiebrigii
Fabiana fiebrigii är en potatisväxtart som beskrevs av Scolnick och S.C. Arroyo. Fabiana fiebrigii ingår i släktet Fabiana och familjen potatisväxter. Inga underarter finns listade i Catalogue of Life.